# Peucetia jabalpurensis
Peucetia jabalpurensis är en spindelart som beskrevs av Gajbe 1999. Peucetia jabalpurensis ingår i släktet Peucetia och familjen lospindlar. Inga underarter finns listade i Catalogue of Life.